# PV Cycle
PV Cycle est un organisme sans but lucratif qui gère la fin de vie des panneaux photovoltaïques, systèmes associés et autres déchets électroniques en Union européenne et pays proches. Il est fondé en 2007 à Bruxelles. 

## Fonctionnement
PV Cycle est fondé comme organisme sans but lucratif en 2007 et regroupe alors 30 fabricants et importateurs européens de systèmes solaires photovoltaïques, représentant 70 % du marché européen. Il met en place des systèmes de collecte et de recyclage des panneaux photovoltaïques en fin de vie. Il vise alors à collecter un minimum de 65 % des modules photovoltaïques en fin de vie et à en recycler 85 %
L'organisme, sis à Bruxelles, compte 230 membres acteurs du secteur en 2011 et dit alors représenter 90 % du marché européen.
Sans but lucratif, PV Cycle est financé par ses membres.

## Activités
Les activités de PV Cycle comprennent la gestion des déchets individuels et collectifs (c'est-à-dire leur collecte et leur traitement), la certification, le conseil et la représentation. Il a élargi son activité initiale aux services proposés hors du domaine photovoltaïque, mais la collecte des panneaux solaires reste gratuite pour leurs propriétaires.
PV Cycle possède 170 points de collecte répartis dans plusieurs pays européens en 2011, puis 329 en 2021. Les modules qu'il traite proviennent en 2011 pour 43 % d'Allemagne, suivie par l'Espagne (19 %), l'Italie (14 %), la Pologne (9 %), la Belgique (7 %), la France (4 %) et le Royaume-Uni (0,19 %). Il précise que 95 à 98 % des modules reçus ont été endommagés au cours de leur transport ou de leur installation, ou ont subi une panne technique au cours de leur première année de fonctionnement. Un taux de valorisation de 94,7 % est annoncé pour un module photovoltaïque ayant un cadre en aluminium.
Selon PV Cycle, la valeur ajoutée d’un système collectif consiste principalement à optimiser la logistique et à limiter l’impact environnemental.
En Italie, le prestataire italien de recyclage de PV Cycle Italia a été impliqué en 220 dans une affaire d'export illégal de déchets vers l'Afrique ayant déclenché une opération anti-mafia.
En France, par arrêté du 24 décembre 2014, la France a agréé la société PV Cycle France pour la gestion de la fin de vie de ses panneaux,. Cette société a fonctionné entre 2014 et 2021 sous licence de marque PV Cycle. En 2021, PV Cycle France se renomme Soren,. Soren y a collecté, en 2019, 5 000 tonnes de panneaux usagés, poids qui devrait dépasser 100 000 tonnes en 2040, à mesure que les installations arriveront en fin de vie. 